# مهر شاه سلطان

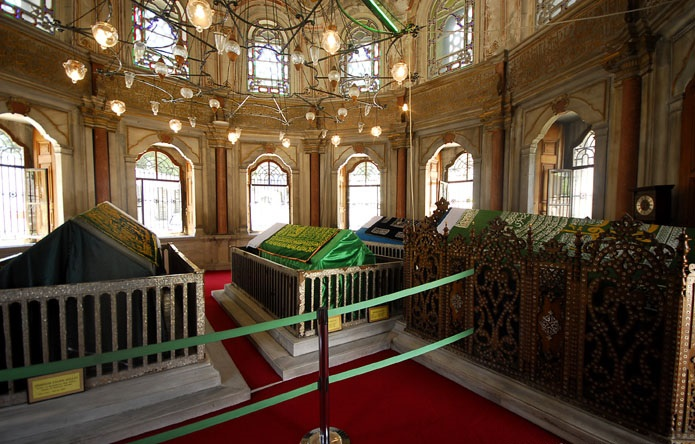
ضريح السلطانة مهر شاه من الداخل

مهر شاه سلطان (بالتركية الحديثة: Mihrişah Sultan) أو مهر شاه والده سلطان أو السلطانة الأم (بالتركية الحديثة: Mihrişah Valide Sultan، بعد أن تولى ابنها سليم الثالث العرش) (حوالي 1745 ـ 16 أكتوبر 1805) هي زوجة السلطان العثماني مصطفى الثالث ووالدة ابنه السلطان سليم الثالث وشريكته في السلطة لستة عشر عامًا (من سنة 1789 إلى وفاتها سنة 1805).
كانت مهر شاه سلطان ابنة لقس أرثوذكسي جورجي، يقال إن اسمها الأصلي كان «أغنيسا» (بالجورجية: აგნესა) قبل أن يُغير اسمها إلى «مهر شاه». لُقبت ـ لفائق جمالها ـ بالجميلة الجورجية (بالتركية الحديثة: Gürcü güzeli).
أيدت ابنها في أعمال الإصلاح التي قام بها أثناء حكمه، واهتمت بصفة خاصة بإعادة تنظيم المدارس العسكرية وتأسيس السلك الدبلوماسي. أسست عدة مدارس ومساجد في العقد الأخير من القرن الثامن عشر، فأسست مدرسة حملت اسمها في منطقة أيوب بالآستانة، وأمرت بإنشاء سبيل حمل اسمها أيضًا في منطقة يني كوي بالآستانة. وقد كانت السلطانة مهر شاه وابنها سليم الثالث من أتباع الطريقة المولوية.

## معرض صور

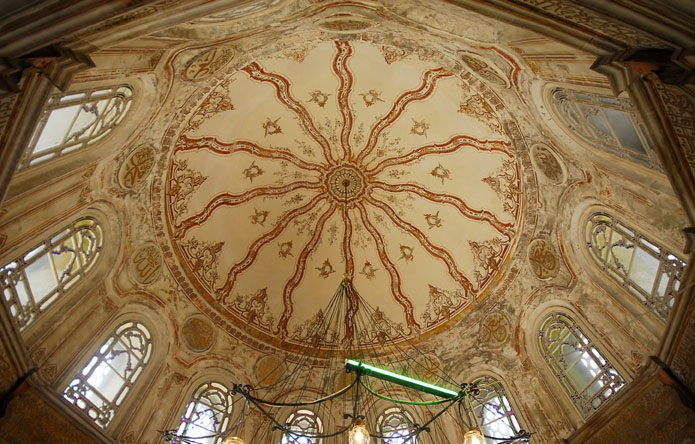
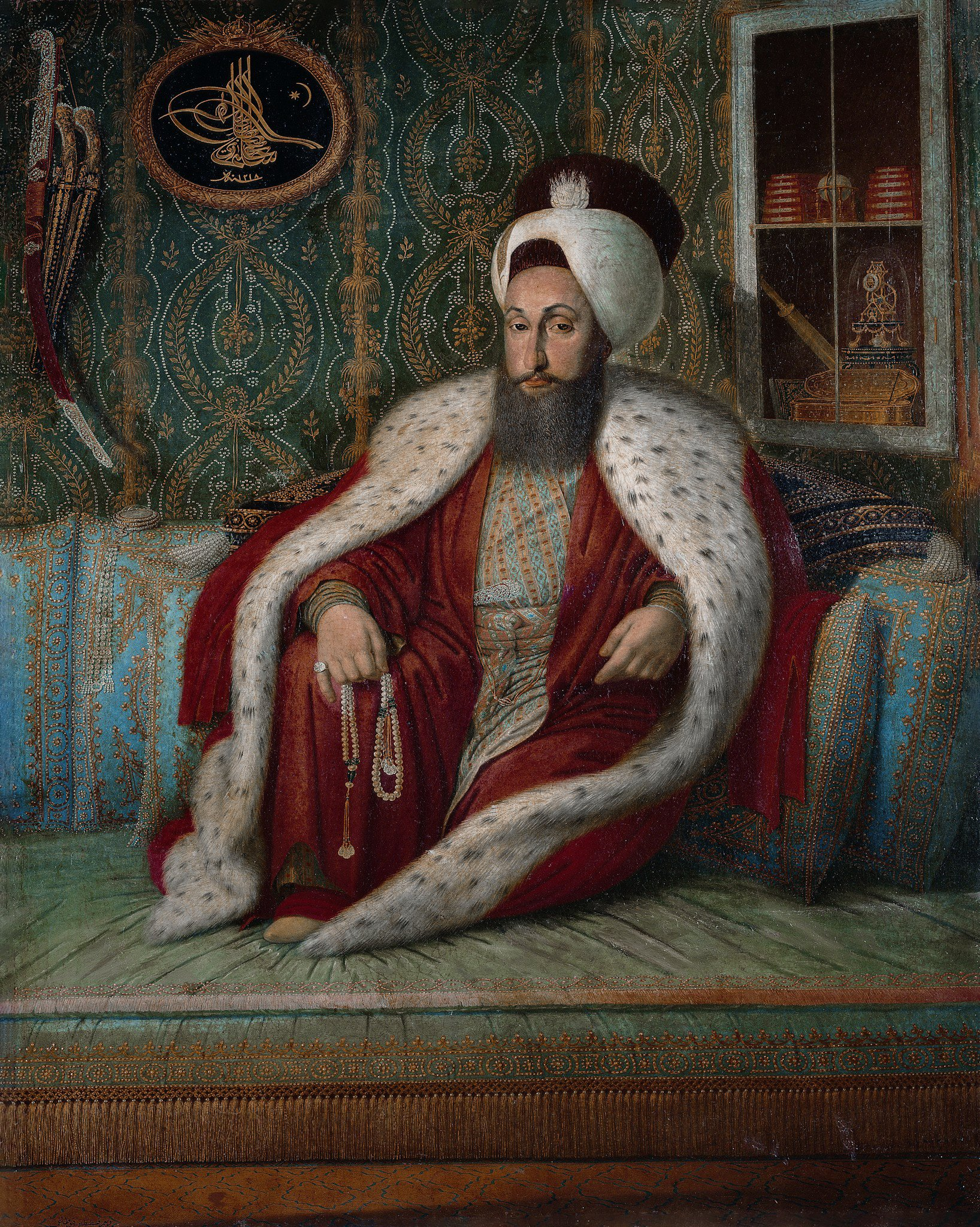
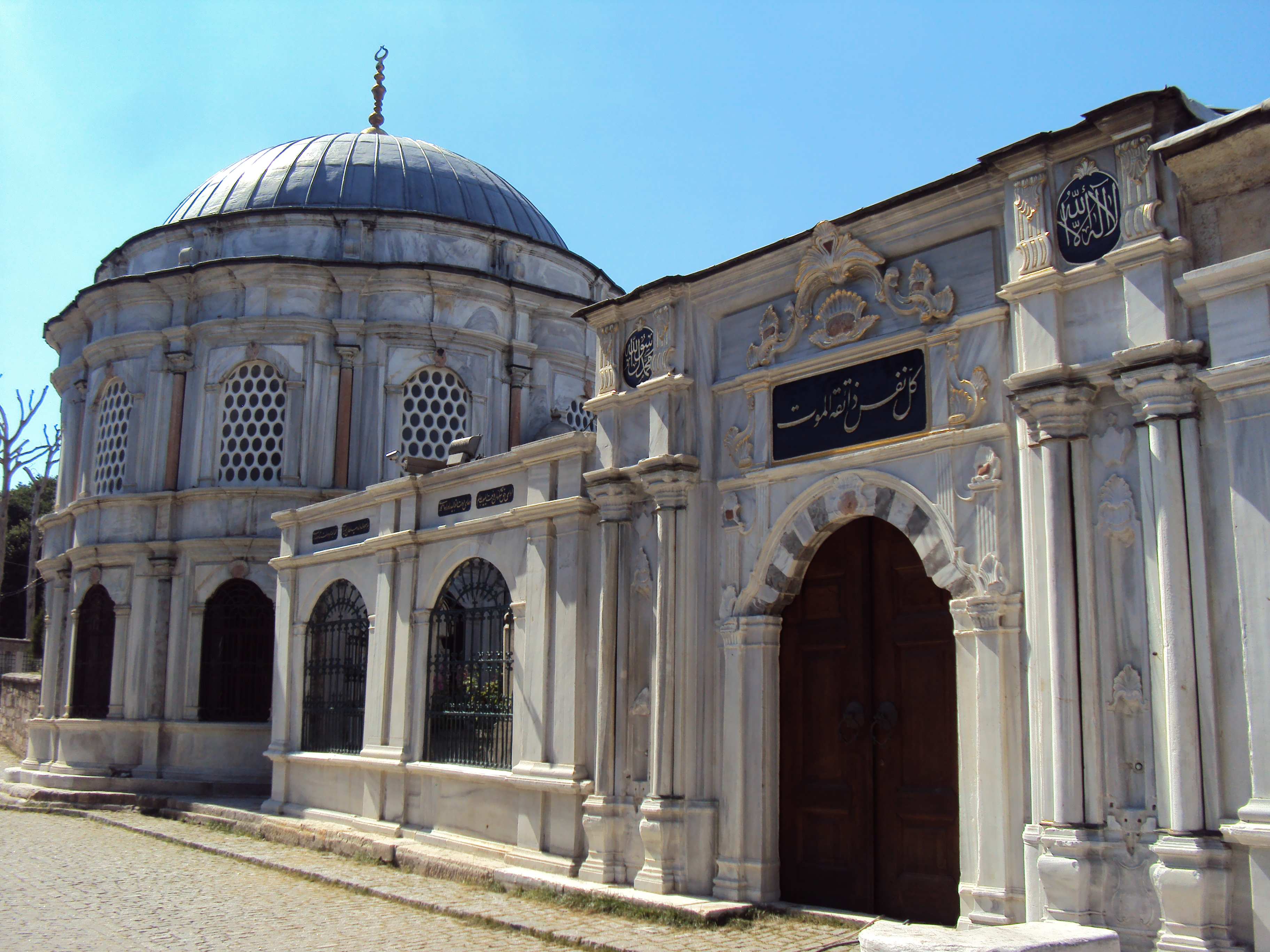
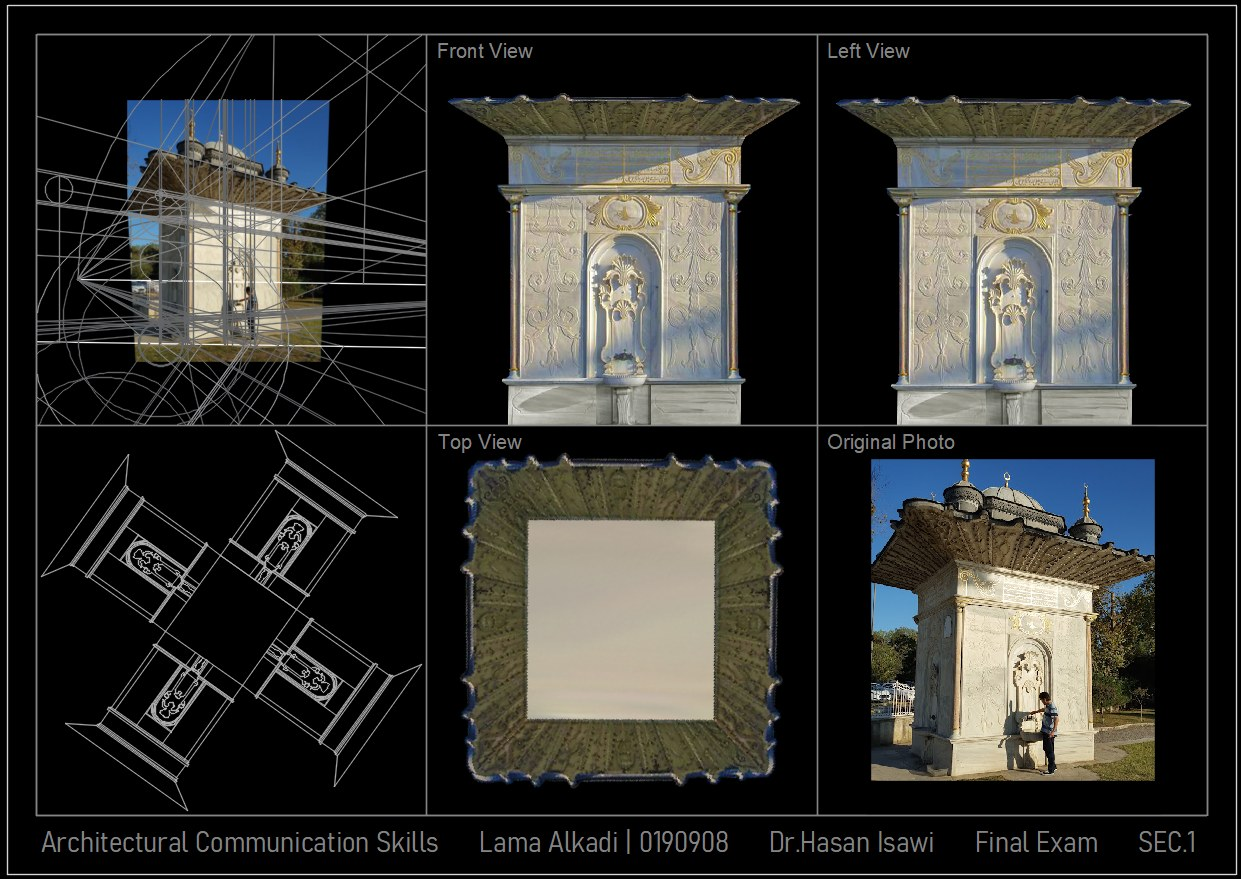
استرداد منظوري لنافورة السلطان مهرشة
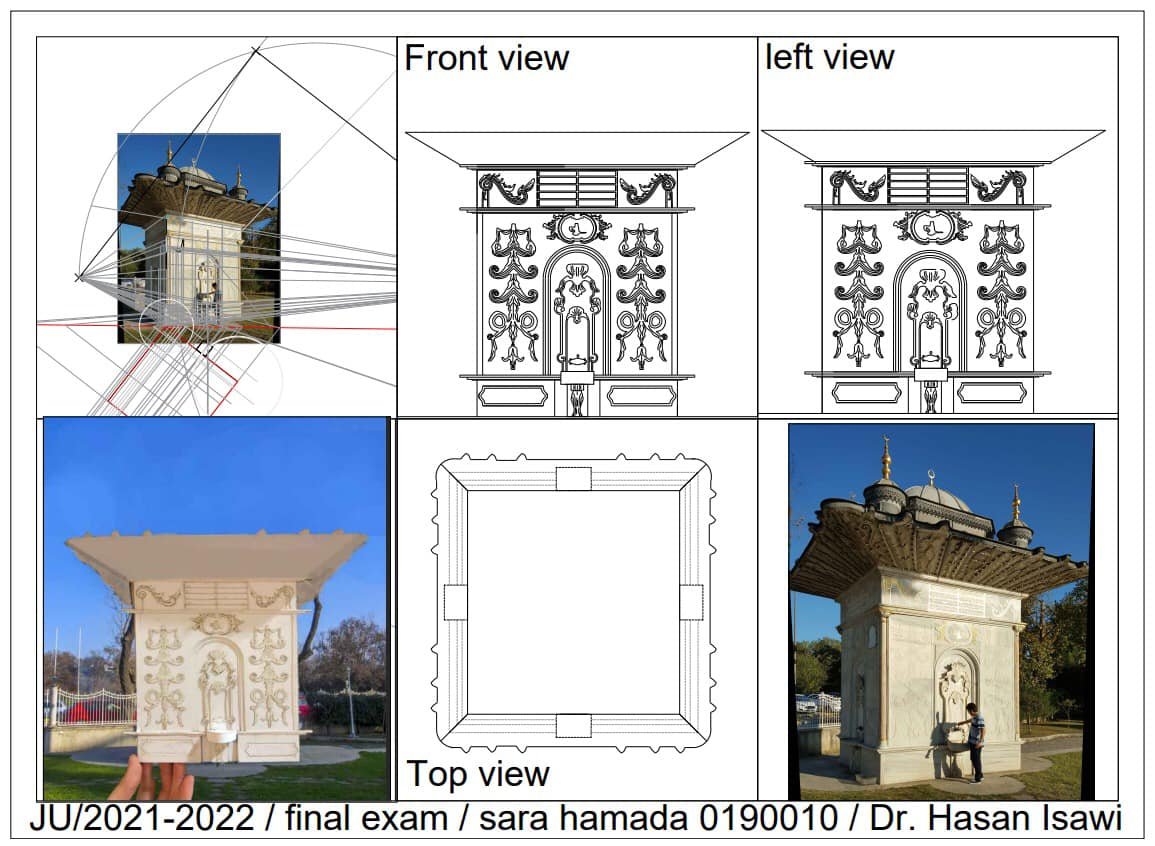
استرداد منظوري ومجسم لنافورة السلطانة مهرشاه. Mihrişah Sultan Çeşmesi